# Nestor Chergiani
Nestor Chergiani (georgisch ნესტორ ხერგიანი; * 20. Juli 1975 in Mestia, Swanetien, Mingrelien und Oberswanetien, GSSR) ist ein georgischer Judoka.
Chergiani gehört seit Ende der 1990er Jahre zu den erfolgreichsten Kämpfern der Welt. 1999 gewann er bei den Judo-Weltmeisterschaften in Birmingham in der Kategorie bis 60 Kilogramm die Bronzemedaille. Zwei Jahre später bei den Weltmeisterschaften in München wurde er Fünfter.
Den größten Erfolg seiner Karriere feierte er bei den Olympischen Spielen 2004, wo er im Superleichtgewicht nur dem japanischen Judostar Tadahiro Nomura unterlag und die Silbermedaille gewann. Bei seinen anderen beiden Olympiateilnahmen belegte er 2000 in Sydney den 9. Platz und 2008 in Peking den 13. Platz.